# Erika Kokay
Erika Kokay (Fortaleza, 15 de agosto de 1957) es una sindicalista y política brasileña, miembro del  Partido de los Trabajadores (PT). Activista por los derechos LGBT, es diputada federal por el Distrito Federal desde 2011, siendo reelecta para un segundo período en 2018.

## Biografía

### Primeros años
Nacida en Fortaleza, capital de Ceará, reside en Brasilia desde 1975.
Se graduó en 1988 en psicología en la Universidad de Brasilia, donde comenzó a participar en el movimiento estudiantil. En 1982, ingresó como empleada en la Caixa Econômica Federal. Organizó, en 1985, la primera huelga de los funcionarios de Caixa en 125 años de existencia de la institución. Fue elegida como la primera mujer presidenta del sindicato de bancarios del Distrito Federal, donde ejerció dos mandatos, de 1992 a 1998. También presidió la Central Única de los Trabajadores (CUT) del Distrito Federal, de 2000 a 2002.

### Carrera política
Afiliada al PT desde 1989, disputaría su primera elección en 1998 para diputada distrital, logrando éxito en los comicios de 2002. Fue reelegida en 2006. En la legislatura del distrito, presidió las comisiones de derechos humanos y de defensa del consumidor.
En las elecciones de 2010, fue elegida diputada federal. En 2014, con 92.558 votos (6,37% de los votos válidos), siendo la tercera mayor votación para la Cámara Federal en el Distrito Federal. En la cámara, ha integrado las comisiones de derechos humanos y minorías y de seguridad social y familia. Ha sido autora o coautora de más de 2000 proyectos de ley, aprobándose solo tres.
Integró también las comisiones de finanzas y tributación, desarrollo urbano, legislación participativa y de seguridad pública y combate al crimen organizado. Participó también de las comisiones especiales destinadas a discutir el derecho a la educación sin uso de castigos corporales; reforma política;autonomía de la Defensoría Pública del Distrito Federal; reducción de la mayoría de edad penal; regulación de las tierras indígenas; estatuto de la familia; entre otros.
Es autora del término peyorativo «Bancada BBB», usado para referirse conjuntamente a la bancada armamentista ("de la bala"), bancada ruralista ("del buey") y a la bancada evangélica ("de la biblia") en el Congreso Nacional de Brasil. Utilizó el término por primera vez en 2015.
Como diputada, votó en contra del proceso de Destitución de Dilma Rousseff, en contra del proyecto de reforma fiscal propuesto en el gobierno de Michel Temer y, en abril de 2017, en contra de la reforma laboral. En agosto de 2017 votó en contra del proceso de apertura de una investigación contra Temer.
El 21 de septiembre de 2016 fue denunciada ante el Supremo Tribunal Federal de Brasil (STF) por Rodrigo Janot, procurador del Ministerio Público brasileño, por peculado y lavado de dinero. El antecesor de Janot, el exprocurador Roberto Gurgel, ya había solicitado al STF en 2013 el archivo de dicha denuncia en su formulación original. Teori Zavascki, en ese entonces ministro del STF, acató el pedido de archivo de la denuncia.
En las elecciones legislativas de 2018, conservó su banca con 89.986 mil votos, siendo la segunda diputada más votada del Distrito Federal.